# جورج إيمرسون
جورج إيمرسون (بالإنجليزية: George Emmerson)‏ (15 مايو 1906 في المملكة المتحدة - 1966) هو لاعب كرة قدم بريطاني (وحمل سابقاً جنسية المملكة المتحدة لبريطانيا العظمى وأيرلندا) في مركز جناح ‏. لعب مع كارديف سيتي وكوينز بارك رينجرز ونادي روتشديل ونادي غيلينغهام ونادي ميدلزبره وJarrow F.C. ‏ وTunbridge Wells F.C. ‏.